# عمار الجنيبي
عمار الجنيبي حكم دولي إماراتي. 